# Château de Bonaban

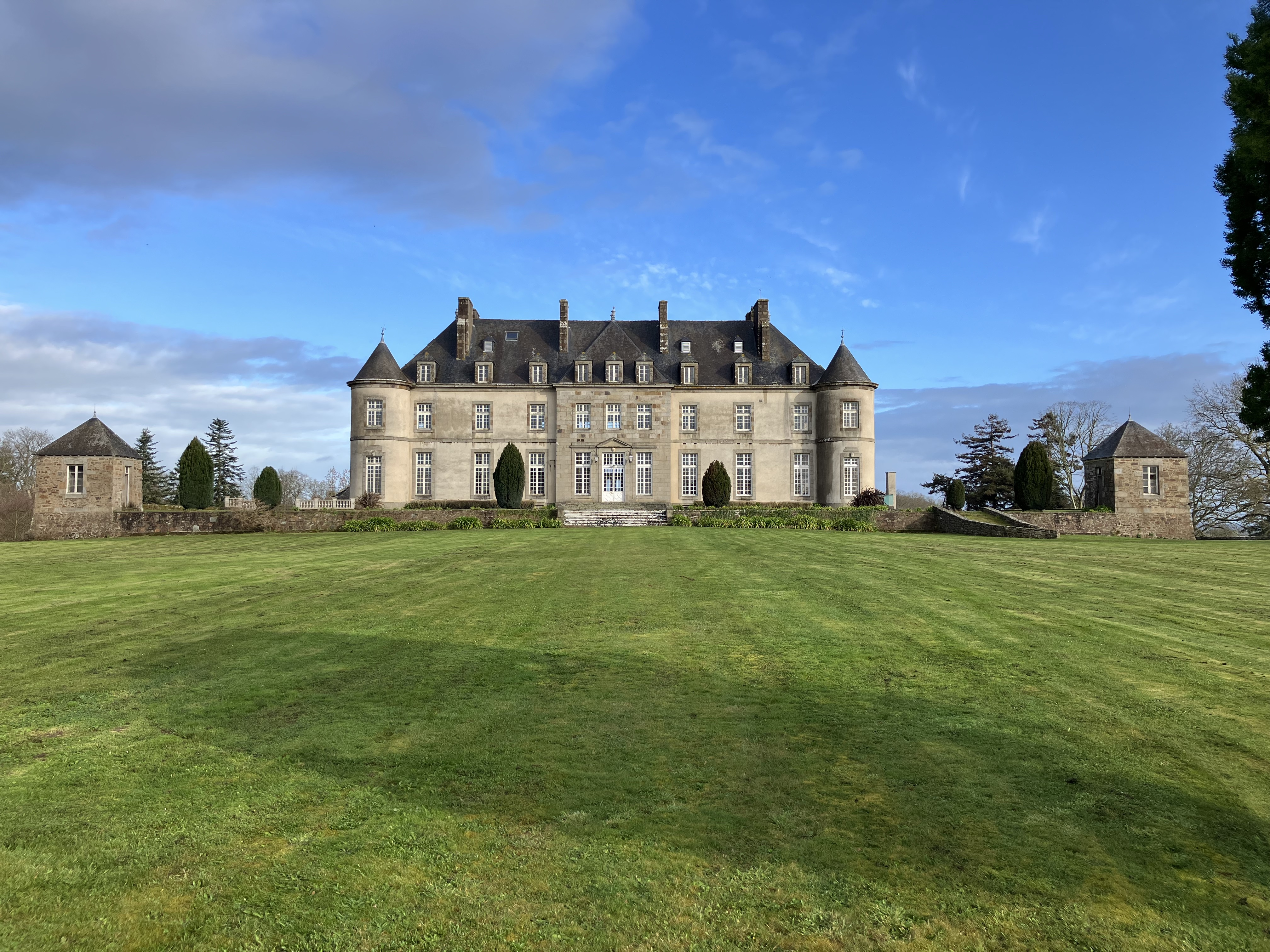
Château de Bonaban - Parterre sud

Le château de Bonaban est un édifice situé à La Gouesnière en France.

## Localisation
Le château est situé sur le territoire de la commune de La Gouesnière, au lieu-dit Bonaban, dans le département d'Ille-et-Vilaine en région Bretagne.

## Description
Le château actuel date du XVIIIe siècle (1776). Une grille monumentale sommée d'armoiries fermait la propriété. Une avenue longue de 650 mètres donne accès au château cerné de douves importantes. Orné de beaux jardins et de parterres, le château est flanqué d'une tour à chaque angle et d'un avant-corps en pierre de taille de granite à fronton au milieu de la façade. Celle-ci possède onze travées. Les murs étaient revêtus d'un crépi blanc sur lequel se détachent les entourages de baies et les bandeaux horizontaux séparant les niveaux en pierre de taille de granite. On accède au château du côté nord par un perron à double rampe, et de l'autre côté par un perron carrée de quatre marches en pierre de taille. Il possède encore le colombier seigneurial. Un oratoire est placé dans la tourelle nord-ouest en 1891. Un escalier monumental est édifié en marbre de Carrare.

## Historique
Le premier château date du IVe siècle. À cette époque, cet endroit s'appelait Bonavenna de Taberio. Érigé sur un mamelon de granite (24 mètres au-dessus de la mer) ce château est un point stratégique, le donjon féodal dominait la plaine de la baie du Mont-Saint-Michel. 
Bonaban fut le siège d'une seigneurie importante fondée par les Bonabes de Rougé au XIIIe siècle, qui passa par héritage à la maison de Maure vers 1270. Simple baronnie s'étendant sur quinze paroisses, la seigneurie érigée en comté en 1553 avait droit de haute, moyenne et basse justice ; elle rendait aveu au marquisat de Châteauneuf. Elle appartint aux Guiny de la Garoulaye (1560), Pépin du Bignon (1664), Courtavel, de Pèze et De Vassé. À cette époque, le premier château possédait un corps de bâtiment de 72 pieds de longueur avec une autre construction à l'ouest et un pavillon à l'est, flanqué de deux tourelles aux angles nord-est et sud-est. Au nord s'étendait une cour haute et une cour basse, réunies par un perron de treize marches ; la cour basse avait un portail et deux pavillons avec un pont-levis. Le manoir était entouré de douves. À côté se trouvait un colombier (1665), et à ses pieds s'étendaient de beaux étangs. Le comté devenu châtellenie en 1667, passa à Guillaume Le Fer de la Saudre (1754) qui fit construire le château actuel en 1776 sur les ruines du précédent. Sous la Révolution, le château fut réquisitionné et les troupes y commirent des dégradations : les superbes tapisseries des Gobelins et d'Aubusson d'après des cartons de Charles Le Brun servirent de couvertures, le mobilier fut dispersé, les objets métalliques réquisitionnés et la grande salle transformée en séchoir à tabac. Propriété de la famille Level, le château, vendu en 1842 au comte de Kergariou, sera occupé par les anciens combattants français pendant la Seconde Guerre mondiale. En 1954, le château est acheté par la compagnie Saint-Gobain pour qu'y soit installé un centre de colonie de vacances. Racheté en 1995, le château connaît aujourd'hui une nouvelle vie comme hôtel.
Le château est inscrit à l'inventaire général du patrimoine culturel.